# ریچا پالود
ریچا پالود (به انگلیسی: Richa Pallod) (زاده ۳۰ اوت ۱۹۸۰) بازیگر هندی است.
وی در فیلم نیل و نیکی، بین من و تو، آلی آرجونا، بابای باحال و به من بگو خدا بازی کرده‌است.